# 소노라멧밭쥐
소노라멧밭쥐(Reithrodontomys burti)는 비단털쥐과에 속하는 설치류의 일종이다. 멕시코 북서부(소노라주와 시날로아주)에서만 발견된다.